# Klaus May (Radsportler)
Klaus May (* 5. August 1939 in Mannheim; † 4. April 2004 ebenda) war ein deutscher Bahnradsportler und Weltmeister.

## Sportliche Laufbahn
1962 wurde May, gemeinsam mit Lothar Claesges, Ehrenfried Rudolph und Bernd Rohr in Mailand Weltmeister in der Mannschaftsverfolgung der Amateure. Anschließend trat er zu den Profis über. Bis 1968 wurde er dreimal deutscher Vize-Meister in der Einerverfolgung und einmal Dritter. Einen Titel bei den Deutschen Meisterschaften gewann er mit seinem Verein RRC Endspurt 1924 Mannheim 1963 im Mannschaftszeitfahren auf der Straße. 1964 wurde er Dritter bei Rund um Köln. Er startete auch bei 28 Sechstagerennen, 1965 wurde er in Münster Zweiter, gemeinsam mit Klaus Bugdahl. Am 29. Februar 1964 erhielt May für seine sportlichen Erfolge das Silberne Lorbeerblatt.